# توم تومسك
توم تومسك (بالروسية: Футбольный клуб Томь Томск) هو نادي كرة قدم روسي تم تأسيسه في سنة 1957 ويقع ملعبه الرئيسي في مدينة تومسك في روسيا، ينافس اليوم في الدوري الروسي الممتاز، صعد هذا النادي وهبط عدة مرات من الدوري الروسي وليس لديه إنجازات على صعيد الدوري والكأس في روسيا.